# Решетов, Пётр Николаевич
Пётр Никола́евич Ре́шетов (1930 — 19 июля 1997) — советский и российский хозяйственный, государственный и политический деятель.

## Биография
Родился в 1930 году в Златоусте. Член ВКП(б) с 1950 года.
С 1950 года — на хозяйственной, общественной и политической работе.
В 1950—1957 гг. — учитель истории и обществоведения средней школы № 14, ремесленного училища № 4.
2-й, затем 1-й секретарь Ленинского районного комитета ВЛКСМ, 1-й секретарь Златоустовского городского комитета ВЛКСМ, секретарь, 1-й секретарь Челябинского областного комитета ВЛКСМ, заведующий Отделом комсомольских органов ЦК ВЛКСМ по РСФСР, секретарь ЦК ВЛКСМ, председатель Комитета молодёжных организаций СССР (февраль 1960 — 1966), заместитель заведующего Отделом международной информации ЦК КПСС (февраль 1958 г. – апрель 1966 г.), редактор журнала «Век ХХ и мир».

Как сообщает М. Восленский: 
Председатель Комитета молодежных организаций СССР Павел Решетов, принадлежавший к группе Шелепина, при создании в ЦК КПСС Отдела информации занял высокий пост заместителя заведующего этим отделом. Важность поста навлекла на Решетова удар в операции по разгону шелепинцев: после ликвидации отдела могущественный замзав получил смехотворную должность главного редактора тогда никем не читаемого журнальчика «Век XX и мир». Но, хотя Решетов имел там всего трех подчиненных, он как главный редактор продолжал оставаться в номенклатуре Секретариата ЦК КПСС. Позже он снова возвысился, став заместителем председателя Гостелерадио.
С 1989 до 1991 года - 1-й заместитель председателя Государственного комитета СССР по телевидению и радиовещанию (назначен по протекции Михаила Ненашева).
Преподаватель кафедры идеологической работы Академии общественных наук при ЦК КПСС, ректор Всесоюзного института повышения квалификации работников печати, проректор, преподаватель кафедры политологии Российской академии управления, преподаватель и заведующий кафедрой истории и культурологии Московского государственной академии печати.
Избирался депутатом Верховного Совета РСФСР 6-го созыва.
Умер в 1997 году в Москве.